# قرار مجلس الأمن التابع للأمم المتحدة رقم 1406
قرار مجلس الأمن التابع للأمم المتحدة رقم 1406، المتخذ بالإجماع في 30 نيسان / أبريل 2002، بعد التذكير بجميع القرارات السابقة بشأن الحالة في الصحراء الغربية، ولا سيما القرار 1394 (2002)، مدد المجلس ولاية بعثة الأمم المتحدة للاستفتاء في الصحراء الغربية حتى 31 يوليو 2002.
تم تمديد تفويض البعثة لإتاحة المزيد من الوقت للمجلس للنظر في «الخيارات الأربعة» للأمين العام كوفي عنان بشأن مستقبل الصحراء الغربية، والتي تم شرحها في تقريره. كانت الخيارات الأربعة:
1. استئناف تنفيذ خطة التسوية دون الحاجة إلى اتفاقيات من كل من المغرب وجبهة البوليساريو. في إطار هذا الخيار، سيتم تعزيز لجنة تحديد هوية الناخبين التابعة للبعثة وزيادة حجم عمليات البعثة الإجمالي؛
2. يقوم المبعوث الشخصي للأمين العام جيمس بيكر الثالث بمراجعة الاتفاق الإطاري الذي سيقدم إلى الطرفين على أساس غير قابل للتفاوض. وسيشمل ذلك نقل السلطة إلى سكان الصحراء الغربية مع إجراء استفتاء بشأن تقرير المصير وسيتم تقليص حجم بعثة الأمم المتحدة للاستفتاء في الصحراء الغربية؛
3. يقرر المبعوث الشخصي للأمين العام جيمس بيكر ما إذا كان الطرفان سيناقشان تقسيم أراضي الصحراء الغربية. سيقدم بيكر اقتراحه بتقسيم الإقليم وستبقى بعثة الأمم المتحدة للاستفتاء في الصحراء الغربية في حجمها الحالي؛
4. إنهاء عملية البعثة الذي سيكون بمثابة إقرار بأن الأمم المتحدة غير قادرة على حل النزاع ما لم يُطلب من أحد الطرفين أو كليهما القيام بشيء لا يوافق عليه طواعية.

ورفضت الحكومة المغربية جميع المقترحات باستثناء الاقتراح الثاني، فيما قالت جبهة البوليساريو إن خطة التسوية هي الحل الوحيد المقبول.

## روابط خارجية
- نص القرار في undocs.org